# The Passenger (Iggy-Pop-Lied)
The Passenger ist einer der bekanntesten Songs des US-amerikanischen Rock-Musikers Iggy Pop. Das Stück erschien zum ersten Mal auf dem Album Lust for Life im Jahr 1977 sowie auf der B-Seite der einzigen Single-Auskopplung des Albums Success und wurde vielfach gecovert. The Passenger wird seit der Reunion und US-Tournee von Iggy Pop and The Stooges wieder von zahlreichen Radiosendern gespielt. Pitchfork Media nahm den Titel 2008 in die als Buch erschienene Liste der Pitchfork 500: Our Guide to the Greatest Songs from Punk to the Present auf.

## Hintergrund
Der Song entstand während der Zeit, als Iggy Pop zusammen mit David Bowie in West-Berlin lebte und sich langsam von seinen Drogen- und Alkoholexzessen erholte. Auf Betreiben Bowies, der seit Anfang der 1970er mit Pop zusammen produzierte und stellenweise auch dessen Musik arrangierte und Backgroundgesang beisteuerte, erhielt Pop einen Plattenvertrag. So entstanden die beiden Alben The Idiot und Lust for Life, die seinen internationalen Durchbruch als Solokünstler bedeuteten. Die Idee zum Text von The Passenger hatte Iggy Pop, der sagt, er sei durch ein Gedicht von Jim Morrison inspiriert worden, in dem das moderne Leben mit einer Autofahrt verglichen wird, bei der man alles beobachten, aber nicht aus-, sondern nur umsteigen könne. Die Fotografin Esther Friedman aus Mannheim, mit der Iggy Pop sieben Jahre liiert war, gab in einem Interview an, dass ihm die Inspiration für das Lied während seiner vielen Fahrten mit der Berliner S-Bahn kam.
Die Musik von The Passenger stammt von dem Beggar’s-Opera-Gitarristen Ricky Gardiner, der auch den sich ständig wiederholenden typischen Gitarrenriff des Stücks einspielte. Den Refrain bildet ein kontinuierlich gescattetes „La-la“, im Original gesungen von David Bowie.
1998 wurde The Passenger in Großbritannien nach einem Fernsehwerbespot für den Toyota Avensis wiederveröffentlicht und erreichte Platz 22 der britischen Charts. Außerdem fand der Song Verwendung für einen prämierten Werbespot der Guinness-Brauerei und war 2017 in der TV-Werbung vom VW Golf 7 Facelift zu hören. Im August 2018 erschien ein Werbespot der Deutschen Bahn AG, in dem nicht nur der Song verwendet wird, sondern Iggy Pop zusammen mit dem ehemaligen Formel-1-Weltmeister Nico Rosberg an Bord eines ICE 4 mitspielt. Außerdem erscheint der Song auf dem Soundtrack verschiedener Filmproduktionen, so z. B. bei The Weather Man, Jarhead, 23 – Nichts ist so wie es scheint, 24 Hour Party People, Leto, The Boys oder dem digitalen Animationsfilm Waking Life.

## Kommerzieller Erfolg

### Chartplatzierungen
The Passenger erreichte die britischen Charts erstmals nach einer Single-Wiederveröffentlichung 1998.
| ChartsChartplatzierungen     | Höchstplatzierung | Wochen |
| ---------------------------- | ----------------- | ------ |
| Vereinigtes Königreich (OCC) | 22 (2 Wo.)        | 2      |

### Auszeichnungen für Musikverkäufe
| Land/Region                  | Auszeichnungen für Musikverkäufe (Land/Region, Auszeichnung, Verkäufe) | Verkäufe |
| ---------------------------- | ---------------------------------------------------------------------- | -------- |
| Deutschland (BVMI)           | Gold                                                                   | 250.000  |
| Italien (FIMI)               | Platin                                                                 | 50.000   |
| Neuseeland (RMNZ)            | Platin                                                                 | 30.000   |
| Spanien (Promusicae)         | Platin                                                                 | 60.000   |
| Vereinigtes Königreich (BPI) | Platin                                                                 | 600.000  |
| Insgesamt                    | 1× Gold · 4× Platin ·                                                  | 990.000  |

## Coverversionen (Auswahl)
- 1987: Siouxsie and the Banshees, auf dem Coveralbum Through the Looking Glass; die Single-Auskopplung erreichte Platz 41 der UK-Top-40-Singlecharts.
- 1994: Kult, auf dem Album Mój wydafca
- 1995: Michael Hutchence, von INXS, auf dem Soundtrack von Batman Forever
- 1996: Die Toten Hosen, auf dem Live-Album Im Auftrag des Herrn
- 1997: Lunachicks, auf dem Tribute-Album We Will Fall – The Iggy Pop Tribute
- 2010: Jolly Boys, auf dem Album Great Expectation
- 2020: LUM!X, gemeinsam mit Mokaby, D.T.E und Gabry Ponte als Single The Passenger (LaLaLa)
- Mono Inc., als regelmäßiges Live-Cover
- 2021: David Hasselhoff (Album "Party Your Hasselhoff" – Titelmusik zur 9. Staffel von Promi Big Brother)